# Мохамедія (Туніс)
Мохамедія (араб. المحمدية) — місто в Тунісі. Входить до складу вілаєту Бен-Арус. Станом на 2004 рік тут проживало 74 620 осіб.